# Den of Thieves 2: Pantera
Den of Thieves 2: Pantera is een Amerikaanse kraakfilm uit 2025, geschreven en geregisseerd door Christian Gudegast. De film is een direct vervolg op Den of Thieves uit 2018, met Gerard Butler, O'Shea Jackson jr. en Meadow Williams die hun rollen uit de eerste film hernemen. In een interview met Screen Rant zei Gudegast dat het gebaseerd is op de Antwerpse diamantroof in 2003.

## Verhaal
Direct na de gebeurtenissen van Den of Thieves volgt rechercheur Nick "Big Nick" O'Brien, bankrover Donnie Wilson naar Europa nadat Wilson er met de buit vandoor is gegaan. Wilson plant een nieuwe overval met een nieuwe bende. Het World Diamond Center in Nice moet worden beroofd. Maar in plaats van Wilson te arresteren, werkt Big Nick met hem samen.

## Rolverdeling
| Acteur             | Personage                           |
| ------------------ | ----------------------------------- |
| Gerard Butler      | rechercheur Nick "Big Nick" O'Brien |
| O'Shea Jackson jr. | Donnie Wilson                       |
| Evin Ahmad         | Jovanna                             |
| Salvatore Esposito | Slavko                              |
| Meadow Williams    | Holly                               |
| Swen Temmel        | Milan Lovren                        |
| Michael Bisping    | Connor                              |
| Orli Shuka         | Dragan                              |
| Cristian Solimeno  | Florentin                           |
| Nazmiye Oral       | Chava                               |
| Rico Verhoeven     | Vigo                                |

## Productie
Na de release van Den of Thieves in 2018 werd er gesproken over een vervolg, met de terugkeer van regisseur-scenarist Christian Gudegast en acteurs Gerard Butler en O'Shea Jackson jr.. De opnames zouden oorspronkelijk in 2022 beginnen.
De opnames vonden uiteindelijk plaats van april tot juli 2023 in het Verenigd Koninkrijk en op de Canarische Eilanden. De productie gebruikt Santa Cruz de Tenerife als decor voor scènes die zich in Frankrijk afspelen.